# اوت‌تی‌وی (شبکه تلویزیونی کانادا)
اوت‌تی‌وی (انگلیسی: OUTtv) یک شبکه تخصصی به زبان انگلیسی در کانادا است که در سپتامبر ۲۰۰۱ راه‌اندازی شد. این شبکه سرگرمی عمومی و برنامه‌نویسی شیوه زندگی صحصح را با هدف جامعه دگرباشان پخش می‌کند.